# Thripophaga amacurensis
El colasuave del Amacuro o rabiblando deltano (Thripophaga amacurensis), es una especie de ave paseriforme de la familia Furnariidae, perteneciente al género Thripophaga. Es endémica de Venezuela y fue recientemente descrita para la ciencia, en el año 2013.

## Distribución y hábitat
Se encuentra únicamente en una restringida zona en la porción sur del delta del río Orinoco, estado Delta Amacuro, en el norte de Venezuela.
Esta especie habita exclusivamente en selvas estacionalmente inundables relativamente maduras, con árboles de altura moderada (∼20–25 m), cerca, o bordeando pequeños ríos o cursos de agua.

## Estado de conservación
El colasuave del Amacuro ha sido calificado como vulnerable por la Unión Internacional para la Conservación de la Naturaleza (IUCN), debido a la sospecha de que su población, todavía no cuantificada, no sea grande, dado su zona de distribución pequeña y limitada a una única localidad, y que esté en declinio como resultado de la pérdida de hábitat resultante de la deforestación.

## Sistemática

### Descripción original
La especie T. amacurensis fue descrita por primera vez por los ornitólogos Steven L. Hilty, David Ascanio y Andrew Whittaker en 2013 bajo el mismo nombre científico, a partir de ejemplares colectados por primera vez en 2004; la localidad tipo es: «a lo largo del Caño Acoima (08°29’ N, 61°29’ W), elevación 35 m, Delta Amacuro, Venezuela».

### Etimología
El nombre genérico femenino «Thripophaga» se compone de las palabras del griego «θριψ thrips, θριπος thripos»: carcoma, polilla de la madera, y «φαγος phagos» comer, significando «comedor de carcomas»; y el nombre de la especie «amacurensis», se refiere a la localidad tipo, Delta Amacuro.

### Taxonomía
Algunas características del plumaje y la morfología general indican que esta especie es más similar a Thripophaga cherriei y a T. macroura, que son, probablemente, sus aliados más próximos. Es monotípica.
La nueva especie fue reconocida por el Comité de Clasificación de Sudamérica (SACC) mediante la aprobación de la Propuesta N° 580.